# 怒号層圏
『怒号層圏』（どごうそうけん）は、SNKが開発し1986年に稼働したアーケード用アクションシューティングゲーム。日本国外では『Victory Road』のタイトルで稼働された。
同社のアーケードゲーム『怒』の続編であり、前作の戦いの後に休暇を取っていたラルフ・ジョーンズとクラーク・スティルが、突
如異次元空間に引きずり込まれ、異世界で魔物と戦いを繰り広げるというストーリーとなっている。
アーケード版はゲーム誌『ゲーメスト』の企画「第1回ゲーメスト大賞」（1987年度）にて、読者投票によりベスト音声合成賞4位を獲得している。

## ゲーム内容
見下ろし型縦スクロール形式で全6ステージのラン＆ガンタイプのアクションシューティングゲームである。前作とどうように2人同時プレイが可能となっている。
ループレバーと通常攻撃、手榴弾の2ボタンで操作する。ループレバーを回すとプレイヤーキャラが8方向に方向転換する。通常攻撃は連射の効くマシンガン、貫通力のあるバズーカ砲、連射力・貫通力ともに高いブーメラン、敵弾をはじき返す事が出来る剣の4種類存在し、手榴弾は爆風で地形を破壊することができ、強化型の赤手榴弾は破壊力があがり2人同時プレイ時においては味方プレイヤーにもダメージを与えてしまう。
ステージ中には時折「異次元パネル」が現れパネルに触れると異次元空間へと落ちてしまい、異次元空間のボス「イクロス」を倒すまで脱出することができない。
ゲーム開始時から、自機の死亡・復活・コンティニュー時、各面ボス戦前後等、音声合成による演出が多用されている。

## ストーリー

### 怒号層圏（AC版）
前回の戦いの手柄の褒美として特別休暇を与えられたラルフとクラークは専用の貸し切りの飛行機へと乗り込みバカンスへと旅立ったが、目的地近くで時空の歪みに飲み込まれてしまった。
ラルフ達は気づけば闇の中に浮かぶ島を見下ろしていた。そして直接、頭に「この世界は滅びの道を歩んでいる」との声が響き渡る。この世界に光を取り戻してほしい、この世界を救うために2人は招かれたのだと声は言う。
やがて島に上陸するとラルフ達の常識からかけ離れたガラス張りの池、その異常さに不安が身体を包みこむが、手にした愛用のマシンガンの重みが彼らの不安を吹き飛ばし戦士の血が騒ぎだしていた。
敵は魔王ザンゲルド。ザンゲルドが待つザンゲルド城を目指しビクトリーロードと呼ばれる道を魔物をなぎ倒しながらラルフ達は侵攻する。そしてザンゲルド城にてザンゲルドを討ち取る事に成功し、ラルフ達は英雄としてその名を残すこととなった。

### 怒号層圏（FC版）
異世界転移まではAC版と同様。そこにズーダと名乗る男が現れ、この島ラックルピケルが魔王ザンゲルドに征服されたため救って欲しいとの依頼を受ける。
ザンゲルドを倒すと、その先にはズーダが待ち構えていた。ザンゲルドはズーダの兄でありラックルピケル島の正統なる次期王であった事、それを亡き者として自身が王となるためラルフ達を利用した事を語る。ラルフ達は剣以外の武器を取り上げられズーダとの決闘を強いられる。正統なる王となるべくラルフ達を自らの手で葬ろうと襲い掛かってきたズーダを剣のみで打ち倒しラルフ達は英雄となった。

### Victory Road(NES版)
クック大佐を救出したポールとビンスはカワサキ将軍から与えられた専用機で故郷へと帰還の途上にあったが海上を飛行中、空が黒くそまり海は揺れコクピットにはZang Zipなる者が地球人を奴隷とした事、それを救えるのはポール達だけだと告げる謎の声が響く。
ポール達は自分達が数千年後の未来の地球に飛ばされてしまった事を知った。2人の前にZadaと名乗る男が現れ、自身が王として君臨していたAlexia LomtaがZang Zipに征服されてしまったため助けて欲しいと依頼を受ける。元の時代に戻るためにもポール達はZang Zip討伐を決意した。
無事、Zang Zipを討伐したポール達の前にZadaが姿を現し、Zang Zipは兄でありAlexia Lomtaの正統なる王となる予定であった事、Zang Zip亡き今、自分こそが次期王である事を告げる。ポール達さえ自分が打ち倒せば真実を知る者はいなくなる。Zadaは伝説の英雄として名を残す事を約束し最後のチャンスとしてただ剣一振りのみをポール達に与えるとポール達との戦いが始まった。そしてZadaは打ち倒された。

## 登場キャラクター

### プレイヤーキャラクター
ラルフ・ジョーンズ
1P専用キャラクター。赤いバンダナを頭に巻いている。NES版Victory RoadにおいてはPaul。
クラーク・スティル
2P専用キャラクター。青いバンダナを頭に巻いている。NES版Victory RoadにおいてはVince。

### その他のキャラクター
将軍
ラルフとクラークに特別休暇を与えた人物。FC版、NES版のオープニングデモにのみ登場する。
ザンゲルド
AC版の最終ボス。島を支配する魔王。NES版Victory RoadにおいてはZang Zip。
ズーダ
FC版の最終ボス。ザンゲルドの弟。兄を亡き者とし自らが王となる野望を持つ男。NES版Victory RoadにおいてはZada。

## 移植版
| No. | タイトル                                       | 発売日                        | 対応機種                                    | 開発元               | 発売元                     | メディア                              | 型式              | 備考                                                |
| --- | ---------------------------------------------- | ----------------------------- | ------------------------------------------- | -------------------- | -------------------------- | ------------------------------------- | ----------------- | --------------------------------------------------- |
| 1   | Victory Road                                   | 1987年                        | Apple II PC/AT互換機 PC Booter コモドール64 | Quicksilver Software | データイースト             | フロッピーディスク                    | -                 |                                                     |
| 2   | 怒II DOGOSOKEN Ikari Warriors II: Victory Road | 1988年4月16日 1988年4月       | ファミリーコンピュータ                      | マイクロニクス       | ケイアミューズメントリース | 2メガビットロムカセット               | KAC-DS NES-VR-USA |                                                     |
| 3   | Victory Road                                   | 1988年                        | Amstrad CPC ZX Spectrum                     | Paradise Software    | Imagine Software           | フロッピーディスク                    | -                 |                                                     |
| 4   | Victory Road                                   | 1989年                        | Amiga Atari ST                              | Paradise Software    | Imagine Software           | フロッピーディスク                    | -                 |                                                     |
| 5   | Victory Road                                   | INT 2006年11月22日            | Windows                                     | SNK                  | GameTap                    | CD-ROM                                | -                 |                                                     |
| 6   | SNKアーケードクラシックスゼロ                  | 2011年4月21日                 | PlayStation Portable                        | G1M2                 | SNKプレイモア              | UMD ダウンロード                      | -                 | アーケード版の移植                                  |
| 7   | SNK 40th Anniversary Collection                | 2018年11月13日 2018年11月16日 | Nintendo Switch                             | Digital Eclipse      | NIS America                | Switch専用ゲームカード ダウンロード   | -                 | FC版、AC版の日本国内版、日本国外版4本全てが含まれる |
| 8   | SNK 40th Anniversary Collection                | 2019年3月19日 2019年3月22日   | PlayStation 4                               | Digital Eclipse      | NIS America                | BD-ROM ダウンロード                   | -                 | FC版、AC版の日本国内版、日本国外版4本全てが含まれる |
| 9   | SNK 40th Anniversary Collection                | 2019年5月3日                  | PlayStation 4                               | Digital Eclipse      | Other Ocean                | ダウンロード                          | -                 | FC版、AC版の日本国内版、日本国外版4本全てが含まれる |
| 10  | SNK 40th Anniversary Collection                | 2019年6月7日                  | Windows                                     | Digital Eclipse      | SNK                        | ダウンロード（STEAM）                 | -                 | FC版、AC版の日本国内版、日本国外版4本全てが含まれる |
| 11  | 怒号層圏                                       | 2019年8月1日                  | PlayStation 4 Nintendo Switch               | SNK                  | ハムスター                 | ダウンロード (アーケードアーカイブス) | -                 | アーケード版の移植                                  |

## 評価
アーケード版
- ゲーム誌『ゲーメスト』の企画「第1回ゲーメスト大賞」（1987年度）において、読者投票によりベスト音声合成賞4位を獲得している[8]。

ファミリーコンピュータ版
- ゲーム誌『ファミコン通信』の「クロスレビュー」では、5・6・6・6の合計23点（満40点）[9][5]、『ファミリーコンピュータMagazine』の読者投票による「ゲーム通信簿」での評価は下記の通りで16.97点（満30点）となっている[2]。

| 項目 | キャラクタ | 音楽 | 操作性 | 熱中度 | お買得度 | オリジナリティ | 総合  |
| 得点 | 3.04       | 2.92 | 2.68   | 2.85   | 2.67     | 2.81           | 16.97 |